# دون باركسدال
دون باركسدال (بالإنجليزية: Don Barksdale) مواليد 31 مارس 1923 في أوكلاند - الوفاة 08 مارس 1993، كان لاعب كرة سلة أمريكي بدأ مسيرته الاحترافية في سنة 1948 ويحمل الرقم 6, 17. يبلغ طوله 6 قدم 6 بوصة (2.0 م). اعتزل اللعب في 1955.

## فرق لعب لها
- بالتيمور باليتس
- بوسطن سيلتكس

## الميداليات
| الميدالية | المسابقة                       |
| --------- | ------------------------------ |
| ذهبية     | الألعاب الأولمبية الصيفية 1948 |

## روابط خارجية
- دون باركسدال على موقع الاتحاد الدولي لكرة السلة (الإنجليزية)
- دون باركسدال على موقع إن بي أي (الإنجليزية)
- دون باركسدال على موقع سبورتس رفرنس (الإنجليزية)
- دون باركسدال على موقع كلية كرة السلة في سبورتس رفرنس.كوم (الإنجليزية)
- دون باركسدال على موقع ريلجم (الإنجليزية)
- دون باركسدال على موقع بروبوليرز (الإنجليزية)
- دون باركسدال على موقع سبورتس رفرنس (الإنجليزية)
- دون باركسدال على موقع أوليمبيديا (الإنجليزية)